# Xã Troy, Quận Fountain, Indiana
Xã Troy (tiếng Anh: Troy Township) là một xã thuộc quận Fountain, tiểu bang Indiana, Hoa Kỳ. Năm 2010, dân số của xã này là 3.711 người.